# Хелингеново наслеђе
Хелигеново наслеђе је епизода Загора објављена у свесци бр. 133. у издању Веселог четвртка. Свеска је објављена 12.4.2018. Коштала је 270 дин (2,27 €; 2,65 $). Имала је 94 стране.

## Оригинална епизода
Оригинална епизода под називом L’eredita di Helingen објављена је премијерно у бр. 601. регуларне едиције Загора која је у Италији у издању Бонелија изашла 4.8.2015. Епизоду и насловну страну нацртао је Галијено Фери, а сценарио написао Морено Буратини. Коштала је 3,5 €.

## Кратак садржај
Тајанствени индијанац надљудске снаге и брзине лута Дарквудом тражећи Загора са јасним циљем да га убије. Без оклевања убија сваког ко му се нађе на путу. Након првог сукоба, убица је нестао у живом песку, а Загор, Чико, Тонка и Јапеха (дечак из племена Онеида чијег оца је убио поменути индијанац) стижу до врха брда Натани одакле доалзе трагови индијанца-убице. Тамо срећу Канта и Хабарда, двојицу научника из базе ”Другде”, који заједно са поручником Шутером и још неколико војника покушавају да открију шта се дешава у затрпаној бази Акроњана у пећинама унутар планине. Ванземаљске машине, које су пренете у Филаделфију (где се налази база ”Другде”), почеле су изненада да раде. Након новог напада индијанца, Загор, научници и војници откривају да се ради о роботу који је програмиран да убија, те да постоји више идентичних примерака који се налазе скривени у пећини на брду Натани.

## Претходна и наредна епизода
Претходна епизода носила је наслов Дани инвазије (бр. 132), а наредна Васкрснуће! (бр. 134).